# Стаффа, Джузеппе
Барон Джузеппе Стаффа (итал. Giuseppe Staffa; 1807, Неаполь — 18 мая 1877, Неаполь) — итальянский композитор, дирижёр и музыковед
.
Учился в Неаполе у Джакомо Тритто. Работал дирижёром в неаполитанском Театро дель Фондо, там же поставил несколько собственных опер: «Приам в шатре Ахилла» (итал. Priamo alla tenda d'Achille; 1828), «Брак по расчёту» (итал. Un matrimonio per ragione; 1835), «Наваринская битва» (итал. La battaglia di Navarino; 1838), «Цыганка» (итал. La Zingara; 1845), «Альцеста» (1852) и др. Кроме того, он опубликовал исследование «Метод музыкальной композиции неаполитанской школы» (итал. Metodo della scuola napolitana di composizione musicale), состоявшее из тома по гармонии (1849) и тома по собственно композиции (1856). Возглавлял отделение музыки в неаполитанской Академии наук, литературы и искусств. Учениками Стаффа были, в частности, Густаво Тофано и Энрико Бевиньяни.